# 大有大廈

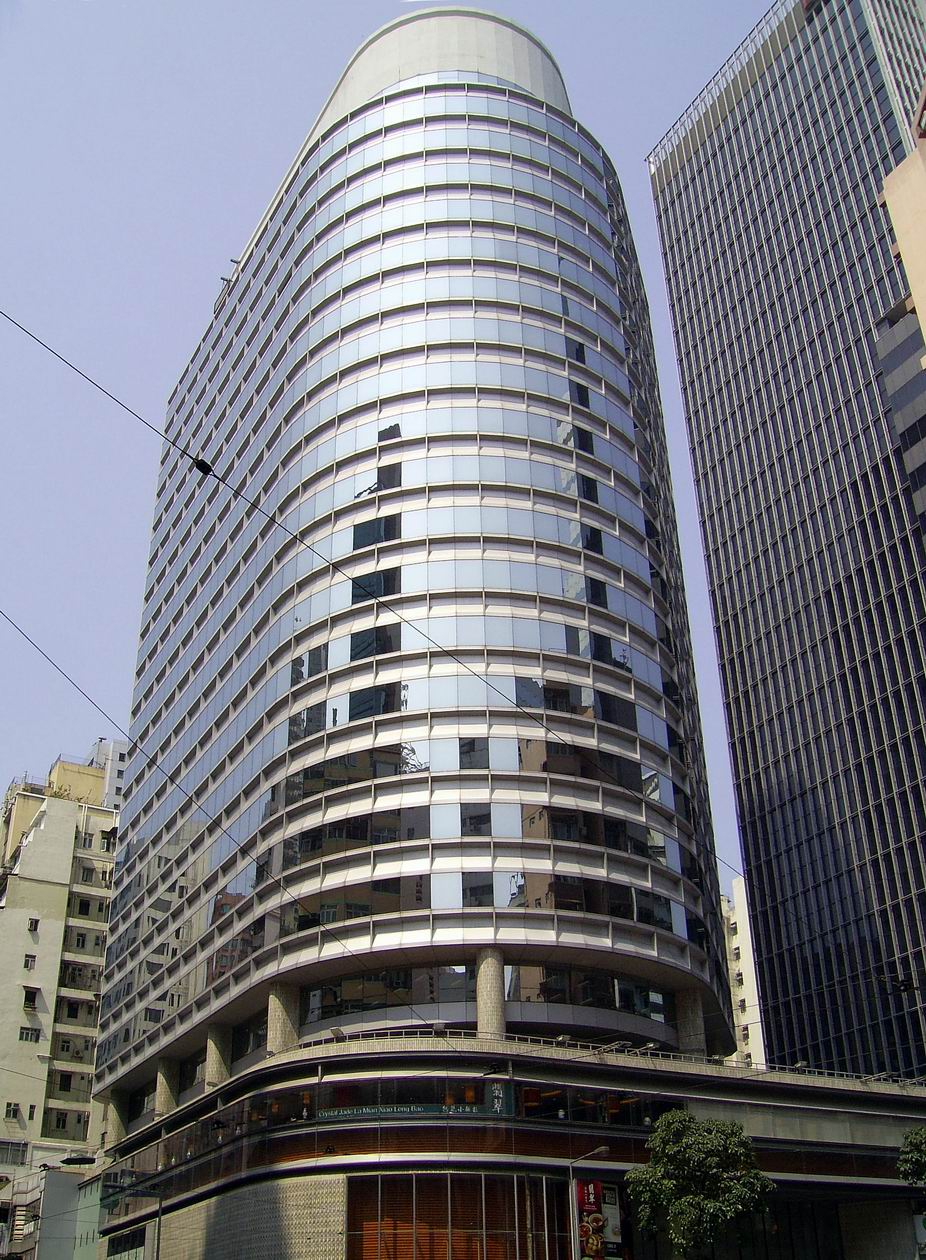
大有大廈外觀

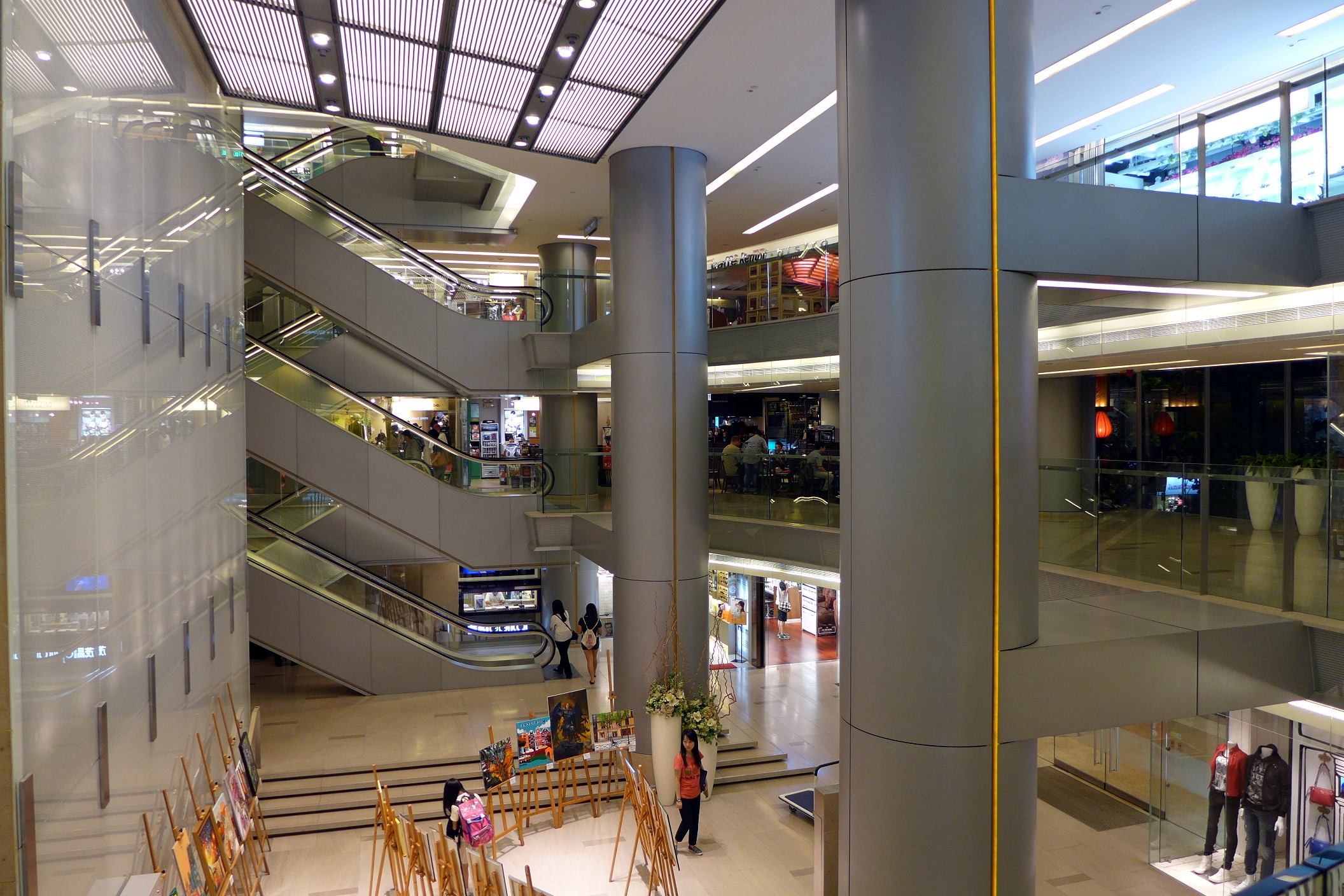
大有廣場中庭

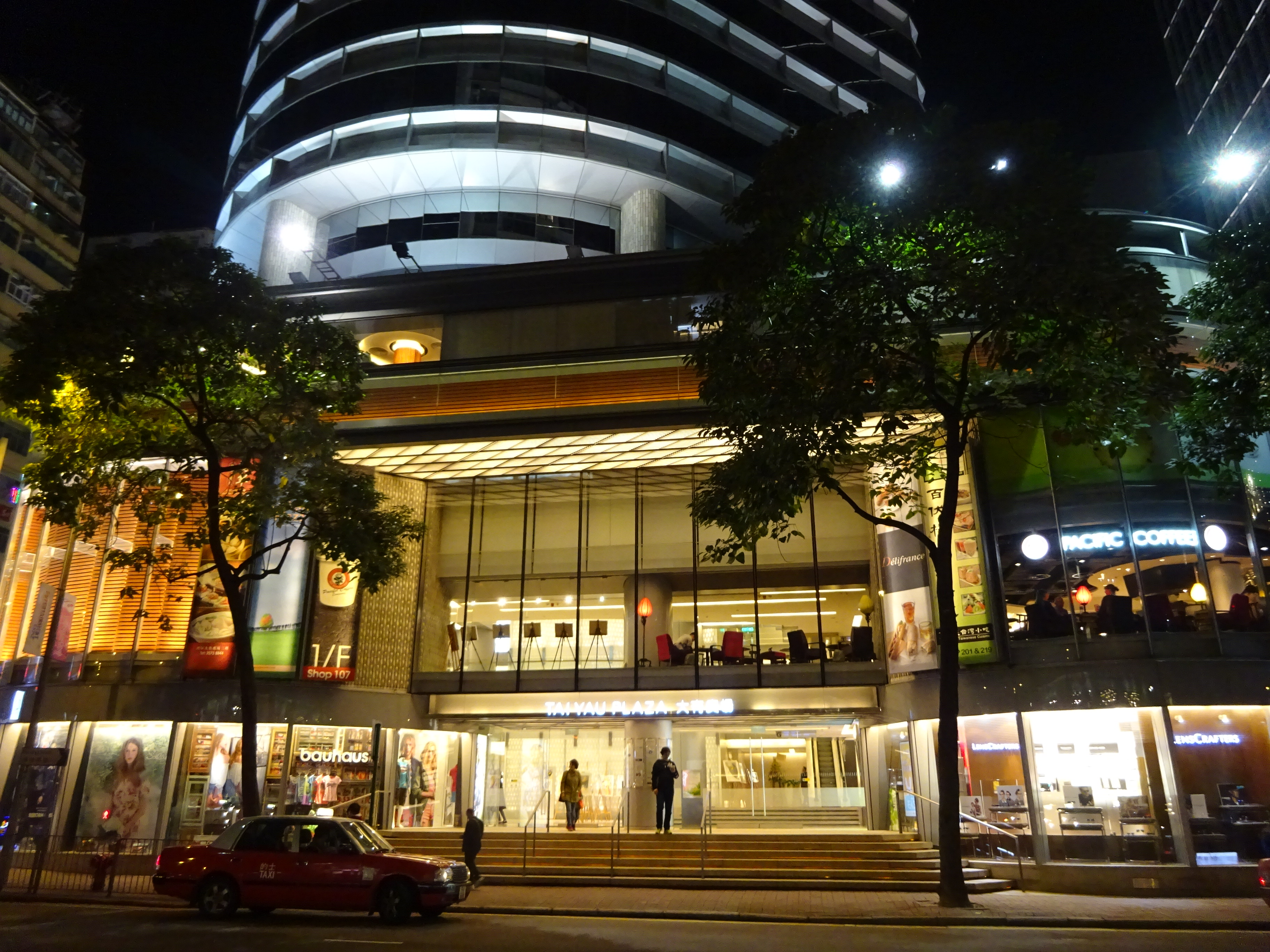
大有廣場入口

大有大廈（英語：Tai Yau Building），是灣仔區內的一座甲級辦公大樓，位於香港灣仔莊士敦道181號。大廈於1985年落成（40年前），樓高24層。
寫字樓租戶包括琥珀教育、迅興信貸等。基座為「大有廣場」，樓高5層，有多間服裝零售商店、食肆及酒樓。

## 歷史
大有大廈的前身，南面近電車路是英京大酒家，北面近譚臣道有香港東方戲院。
英京大酒家是舊灣仔的地標，1960年代曾經設宴款待英國女王皇夫菲臘親王。東方戲院是當年香港首輪西方電影的戲院。

## 翻新工程
大有大廈基座設樓高5層的「大有商場」，在2006年中進行大型裝修工程，同年11月重開，並且改名為「大有廣場」（Tai Yau Plaza）。與其譚臣道以北鄰近的「大同大廈」（Tai Tung Building）裝修風格一致。「大有廣場」更不定期舉辦展覽活動。

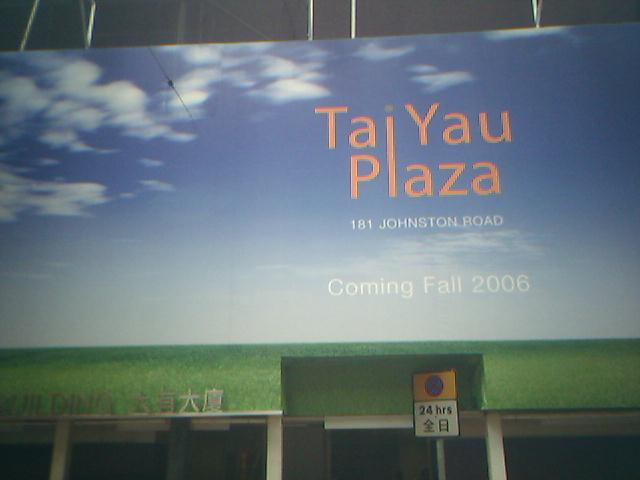
2006年底大有商場改名為「大有廣場」
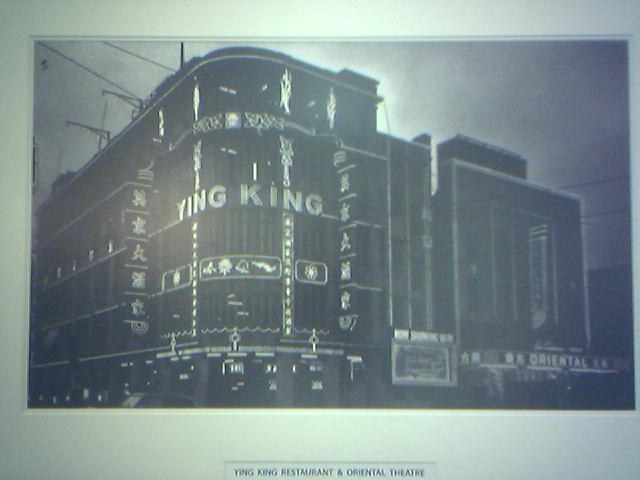
大廈前身是英京大酒家及東方戲院
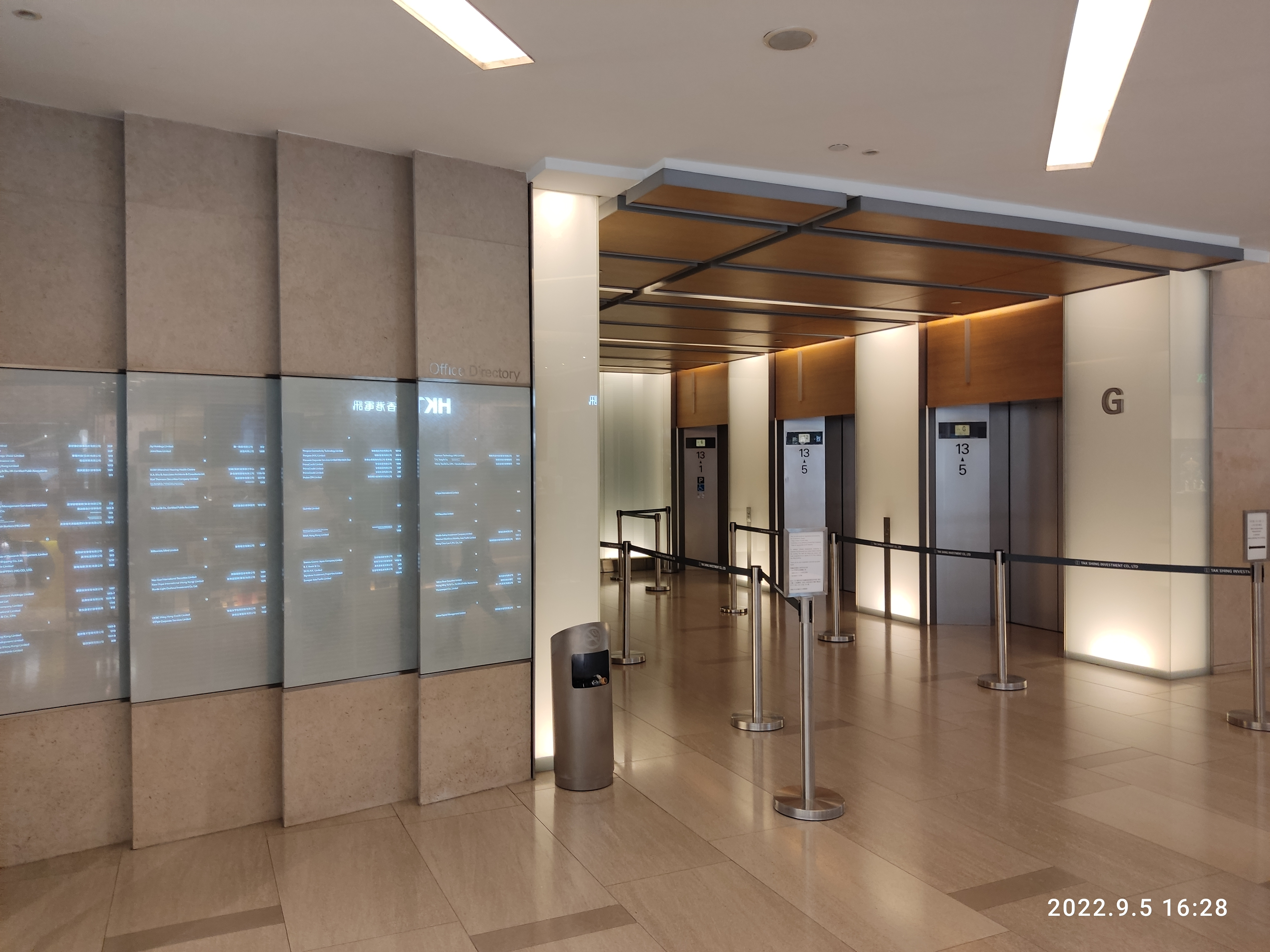
寫字樓大堂

## 外部連結
- 大有廣場（页面存档备份，存于）
- 德成置業有限公司的大有大廈資料
- https://web.archive.org/web/20070303230409/http://edmundchowkalai.mysinablog.com/index.php?op=ViewArticle&articleId=134514
- https://web.archive.org/web/20060714031547/http://rainmoon.mocasting.com/?p=59455&comment_type=1
- https://web.archive.org/web/20070303170459/http://edmundchowkalai.mysinablog.com/index.php?op=ViewArticle&articleId=131477
- https://web.archive.org/web/20060703101236/http://bowen.chi.cuhk.edu.hk/question_bank/dbs/3/19.htm